# Wirecard
Wirecard AG — колишня німецька фінансова компанія, що займалася платіжним процесингом. У червні 2020 компанію оголошено банкрутом.
Компанія котирувалася на Франкфуртській фондовій біржі, входила в індекс DAX. Штаб-квартира була в Ашгаймі, неподалік Мюнхена. Компанія пропонувала своїм клієнтам послуги електронних платіжних транзакцій та управління ризиками, а також емісію та еквайринг платіжних карток.
У червні компанія EY проводила аудит німецької компанії Wirecard і недорахувалась 1,9 млрд євро — четвертої частини балансу компанії. Wirecard AG цей факт визнала. Кримінальне розслідування розпочалося 22 червня 2020 року
З огляду на це, керівництво звільнили. Ціна акції компанії за 7 днів упала зі 100 до 1,28 євро. Згодом з'ясувалось, що керівництво Wirecard спеціально проводило махінації з рахунками, щоб підвищити капіталізацію компанії і зробити її привабливішою для інвесторів. Тоді ж Wirecard визнав, що активи в балансі на суму понад 1,9 млрд євро не потребували документування після того, як аудитор Ernst & Young відмовився затвердити баланс. 25 червня 2020 року Wirecard подав заяву про неплатоспроможність.
Генеральний директор Маркус Браун подав у відставку, а через кілька днів його заарештували за звинуваченням у шахрайстві та маніпуляціях на ринку. 25 червня 2020 року Wirecard стала першою компанією з DAX, яка подала заяву про відкриття провадження у справі про неплатоспроможність. Головний виконавчий директор (CEO) Ян Марсалек втік від арешту спочатку до Білорусі, а потім до Росії і, за даними німецьких спецслужб, перебував там під захистом ГРУ РФ. Його оголосили в міжнародний розшук. Згодом стало відомо, що Марсалек зник із 1,9 млрд євро з рахунків компанії.

## Історія
Компанію заснували в 1999 році. У 2002 році, коли вона була близька до падіння наприкінці кризи дот-комів, Маркус Браун вступив на посаду генерального директора. Він консолідував компанію і зосередив бізнес-модель на наданні платіжних інтернет-послуг, спочатку головним чином на вебсайтах із порно та азартними іграми.

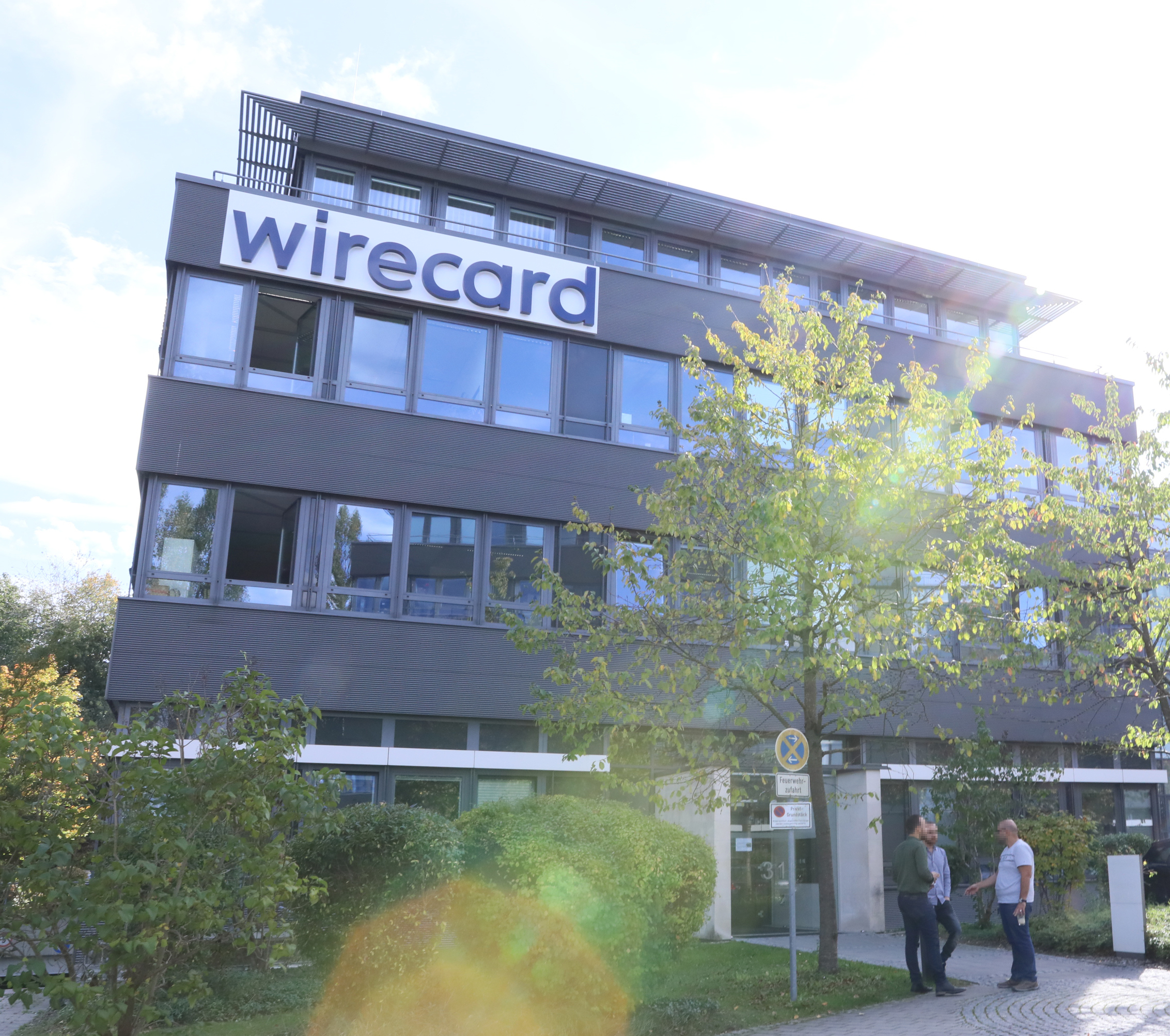
Штаб — квартира Wirecard AG в Ашгаймі (поблизу Мюнхена), 2019

Wirecard Asia Pacific була заснована в Сінгапурі в 2007 році. У 2008 році Wirecard представив віртуальну передплачену кредитну карту для онлайн-платежів а в наступному році інструмент запобігання шахрайству для виявлення шахрайства, який також використовує AI та машинне навчання. У 2014 році Wirecard розширив свою присутність до Нової Зеландії, Австралії, Південної Африки та Туреччини. При покупці Prepaid Services Card від Citigroup, Wirecard також вийшов на Північно Американський ринок починаючи з 2016 року Того ж року компанія придбала південноамериканського постачальника послуг інтернет-платежів у Бразилії.
У 2019 році SoftBank інвестував у Wirecard. З придбанням AllScore Payment Services у Пекіні, Wirecard також був представлений у Китаї з листопада 2019 року.

## Махінації
У квітні 2020 року KPMG не змогла врахувати низку операцій, здійснених німецькою платіжною компанією Wirecard, після шестимісячного аудиту угод компанії.
У червні Wirecard повідомила, що аудитор EY відмовився підписувати її фінансову звітність за 2019 рік, оскільки не зміг підтвердити наявність на її рахунках грошових коштів в розмірі 1,9 млрд євро, що становить майже четверту частину її балансу. Пізніше Wirecard заявила, що 1,9 млрд євро, яких не вистачає на її рахунках, швидше за все, взагалі не існувало. Компанія наразі розглядає продаж або закриття частини свого бізнесу в спробі запобігти кризі ліквідності, яка на неї насувається.
Капіталізація Wirecard скоротилася на мільярди доларів в останні дні через скандал зі звітністю. 22 червня акції компанії почали торги обвалом на 40 %.
Wirecard також відкликала фінансову звітність за 2019 рік і повідомила, що вивчає можливості для скорочення витрат.

## Дочірні підприємства
Wirecard Card Solutions Ltd. (WDCS) — дочірня компанія, яка повністю належить компанії зі штаб-квартирою у штаті Ньюкасл-апон-Тайн, Велика Британія, з ліцензією, яка дозволяє їй видавати віртуальні карти. Вона створила численні додатки для мобільних платежів, зокрема, власний мобільний платіжний додаток Wirecard. 26 червня 2020 року Управління фінансових операцій Великої Британії заморозило діяльність Wirecard Card Solutions Limited.
Дочірнє підприємство Wirecard Bank AG має, крім ліцензій, німецьку банківську ліцензію від Visa та Mastercard. Більше того у нього є контракти з American Express, Discover / Diners, JCB, Alipay, WeChat Pay, Apple Pay та China UnionPay.
Wirecard — це глобальна компанія, заснована в 1999 році, яка працює на всіх континентах світу з 2017 року.
У березні 2017 року Wirecard придбала Citi Prepaid Card Services та створила Wirecard North America, вивівши на ринок США свою платіжну технологію.
| Дочірня компанія                                   | Місто             | Країна                     |
| -------------------------------------------------- | ----------------- | -------------------------- |
| Wirecard Bank AG                                   | Ашхайм            | Німеччина                  |
| Wirecard Technologies GmbH                         | Ашхайм            | Німеччина                  |
| Wirecard Retail Services GmbH                      | Ашхайм            | Німеччина                  |
| Wirecard Global Sales GmbH                         | Ашхайм            | Німеччина                  |
| Wirecard Communication Services GmbH               | Лейпциг           | Німеччина                  |
| Wirecard Technologies Індонезія                    | Джакарта          | Індонезія                  |
| Wirecard Card Solutions Ltd                        | Ньюкасл-апон-Тайн | Об'єднане Королівство      |
| Wirecard Central Eastern Europe GmbH               | Грац              | Австрія                    |
| Wirecard SA                                        | Бухарест          | Румунія                    |
| Картка провідної електроніки Para Hizmetleri A. Ş. | Стамбул           | Туреччина                  |
| Обробка проводів FZ LLC                            | Дубай             | Об'єднані Арабські Емірати |
| Wirecard Сінгапур Pte Ltd                          | Сінгапур          | Сінгапур                   |
| Банківські платіжні рішення Малайзія Sdn Bhd       | Куала-Лумпур      | Малайзія                   |
| Wirecard India Private Ltd                         | Ченнаї            | Індія                      |
| Проводна карта NZ Limited                          | Окленд            | Нова Зеландія              |
| Проводна картка Hong Kong Limited                  | Гонконг           | ГОК Конг                   |
| Проводна компанія ТОВ «Африканські холдинги»       | Кейптаун          | Південна Африка            |
| Wirecard Brasil SA                                 | Сан-Паулу         | Бразилія                   |
| Wirecard North America Inc.                        | Коншоккен         | США                        |
| Wirecard Велика Британія та Ірландія               | Дублін            | Ірландія                   |
| Wirecard Australia A&I Pty Ltd                     | Мельбурн          | Австралія                  |